# 郑国翰
郑国翰，山西灵石人，清朝政治人物。恩贡出身。
郑国翰于1666年接替陈昌明任华亭县知县一职，1667年由王协接任。